# 椿山課長の七日間
『椿山課長の七日間』（つばきやまかちょうのなのかかん）は、浅田次郎による日本の小説。『朝日新聞』の連載小説として2001年7月2日から2002年4月16日にかけて連載された後、同年9月に朝日新聞社より刊行された。
2003年に舞台化、2006年に映画化され、2009年に国内、2016年には韓国でテレビドラマ化された。

## あらすじ
46歳で脳溢血のため過労死した百貨店の課長・椿山和昭は、現世に強い未練を残していた。あの世の中陰役所でそれを訴え、現世への「逆送」を願い出た椿山は、同じように逆送を希望した72人の中から、実の両親を探し出すことを希望していた少年の雄一（蓮）と、人違いで殺されたために子分が抗争を起こそうとしているのを防ぎたいと希望したヤクザの親分の武田と共に選ばれ、正体を明かさないことを条件に初七日が終わるまでの間だけ美女の姿で現世に逆送される。
だが、事前に「まだ知らない重大な事実がある」と伝えられていた椿山を待っていたのは、想像以上の過酷な現実であった。老人ボケになってしまったと思っていた父が実は矍鑠とし、パソコンを使い孫とeメールの交換すらしていた事実だけでも十分ショックだったところに、知人のふりをして自分に線香をあげに行った自宅で、妻の由紀が葬儀が終わったばかりにもかかわらず、生前から愛人関係にあった部下の嶋田を家に招きいれ、夫婦同然の生活を送っており、息子の陽介も母の不倫に傷ついていた事実を知り打ちのめされる。
一方で、椿山が事態の把握のため自宅に職場にと奔走している間に、蓮と武田も自らの目的を果たすため、それぞれ行動する。

## 書籍情報
- 単行本（2002年9月、朝日新聞社）ISBN 978-4-02-257786-3
- 文庫本（2005年9月、朝日文庫）ISBN 978-4-02-264352-0
- 文庫本（2015年2月、集英社文庫）ISBN 978-4-08-745281-5

## 映画
2006年11月18日より全国松竹系にて公開された。西田敏行と伊東美咲は『タイガー&ドラゴン』、『釣りバカ日誌16 浜崎は今日もダメだった♪♪』以来の共演となる。興行収入2.7億円。物語の結末などは映画独自の展開となっている。
キャッチフレーズは、「ひとめあなたに、会いに生きたい」。
テレビ大阪は開局25周年、TVQ九州放送は開局15周年として、テレビ東京・テレビ愛知と共に製作に参加。両局とも自社の開局周年事業として紹介していた。

### 作中の「逆送」について
逆送
亡くなった者の内、特例として厳しい審査により許可を得られた者だけが、初七日までの期間限定で現世に戻ること。
決まり事
- 逆送期間中の禁止事項は、現世の人たちへの正体の暴露[注 2]と他人への復讐行為で、これを犯すと“とてもこわ～いこと”になる。
- 12歳未満の逆送の場合、大人の付き添いが条件なため、雄一は椿山に付き添って逆送される。

逆送者に渡される物
- よみがえりキット…その時々に必要な物が何でも出てくる不思議なかばん。
- 特別な腕時計…本人の臨終から初七日までの正確な残り時間を刻む。
- 特別なケータイ…一般的なケータイ機能に加えてテレビ電話機能やマヤとの直通通話もできる。

### キャスト（映画）
椿山 和昭（つばきやまかずあき）
演 - 西田敏行
百貨店の課長。自身の死後残された家族の今後や、自宅のローンがまだ21年残っていることを心配している。逆送の理由は、「ある重大な事実を知らずに亡くなり天国の審査員が気の毒に思われたため」。生前から家族想いの性格で、私生活では介護が必要な父親の世話も積極的にしてきた。逆送後は和山の心の声として、その都度気持ちをつぶやく。
和山 椿（かずやまつばき）
演 - 伊東美咲
椿山和昭の化身。見た目はスレンダーな30歳ぐらいの女性。表向きは椿山の取引先の一つを名乗り、一緒に逆送された蓮子とは“母娘”のフリをしてその後の3日間を共に行動する。(椿山の)自宅に線香を上げに訪れた所、出迎えた由紀から“椿山の不倫相手”と勘違いされる。自身(椿山)の家族や親しかった知人たちと会ってけじめをつけようとする。
蓮子（れんこ）
演 - 志田未来
夭逝した少年、雄一の化身。雄一と同い年ぐらいの女の子。付き添いの和山とホテルの一室で逆送し、雄一の生みの親を探し始める。直後に会った陽介に親探しに協力してもらうが、諸事情により“女の子なのに本名が雄一”という苦しい言い訳をする。
竹内 弘実
演 - 成宮寛貴
ヤクザの武田の化身。20代半ばぐらいの若者。肩書きは、“ヘアスタイリスト”ということにしている。“物心がつかない頃に里子に出された、武田の息子”として大介や自身の元子分たちと再会する。和山とは逆送した1日目の夜に偶然バーで再会する。命を狙われる大介を助けるため、自身の元子分の手助けのために奔走する。

#### 椿山家
椿山 由紀
演 - 渡辺典子
椿山の妻で夫より一回りぐらい年下。元々椿山と同じ百貨店で働いていたが結婚を機に退職し、現在は子育てをしながら何かの店でレジ係のパートとして働いている。生前の椿山とは、昭三を施設に預けるかどうかで意見が分かれギクシャクしていた。
椿山 陽介
演 - 須賀健太
椿山の息子。小学生。施設で暮らす祖父の昭三とは仲が良くメル友でもある。由紀が嶋田と不倫していることを知っており心を痛めている。和昭の死後、昭三を頼って家出しようとするが、偶然和山と蓮子に出会い、蓮子の親探しを手伝うが淡い恋心を抱き始める。
椿山 昭三
演 - 桂小金治
椿山の父。認知症気味な行動を取っていたが、実は息子夫婦の前だけ認知症の演技をしていた。パソコンが扱える。若い頃に妻を亡くし父子家庭となるが、市役所勤めをしながら毎日息子の椿山のために食事を作ってくれていた。

#### マヤと、逆送される人たち
マヤ
演 - 和久井映見
中陰役所(天国と現世の中間地点)の担当者。亡くなった椿山たち数十人を前に天国での暮らし、存在自体を完全に消滅させる権利、現世に数日間だけ戻る逆送について説明し、彼らと質疑応答する。椿山の化身として、モデル体型にして「生前のあなた(椿山)とは正反対にしてみました」と言うなど、少々茶目っ気がある性格。
雄一
演 - 伊藤大翔
逆送される前の人。小学生ぐらいの男の子。逆送の理由は、「居場所を知らない生みの親を探し出して一目会うため」。生みの親とは3歳の頃に生き別れたためどんな人かもよく覚えていない。
ヤクザの武田
演 - 綿引勝彦
逆送される前の人。逆送の理由は、「自身の死により無益に人が殺し殺される状況になり阻止する必要があるため」。末期がんで余命一ヶ月を宣告を受けた頃、ヒットマンに命を狙われている大介をかばい撃たれて亡くなった。子分である若者たちをかわいがっており、ヤクザから足を洗ってもらいたいと思っている。

#### 武田の関係者
市川 大介
演 - 國村隼
市川組組長。武田の弟分。武田の死後、自身を頼ってきた武田の子分たちの面倒を見ている。弘実から「卓人があなたの命を狙っている。あなたを守るためここにいさせて下さい」と言われ、しばらくの間彼と共に過ごす。貫禄はあるが普段は落ち着いた話し方で接する。
市川 静子
演 - 市毛良枝
市川大介の妻。武田を「武田の兄さん」と慕い、武田からは「しーちゃん」と呼ばれる親しい間。大介との夫婦仲は良く思いやりがある性格だがヤクザの姐さんにしては涙もろい性格。自宅に来た弘実を迎えて、大介と3人で食卓を囲み思い出話をする。
純一
演 - 松田悟志
武田の元子分。武田を実の親以上に慕っている。武田の死後、彼の息子を名乗る弘実と出会い胡散臭さを感じていたが、やり取りをして信用するようになる。ひげ剃りをドスでやろうとして怪我するなどちょっと間抜けな所がある。
卓人
演 - 青木崇高
武田の元子分。純一と同じく武田を慕っているが思いつめており、“大介がヒットマンに依頼して武田を殺した”と疑っている。武田の死後行方をくらませて機会をうかがい、大介に復讐しようとする。

#### その他の人たち
嶋田
演 - 沢村一樹
椿山の部下。由紀の愛人。椿山とは、自身の入社以来15年以上に渡り一緒に働いてきた仲で、仕事を教わるなど世話になった。自称「椿山とは親友以上の関係」だが、実際は計算高くちゃっかりした性格で義理人情に薄い。椿山が亡くなった直後から彼の自宅で堂々と由紀と過ごし始め、椿山家の主を気取る。
知子
演 - 余貴美子
椿山和昭の同僚。椿山とは同期入社で親友同士、嶋田とは違い本気で彼のことを慕っている。本人によると気が強いのに人見知りする性格で、過去に接客が上手くできず悩んでいた時期によく彼から励まされていた。偶然喫茶店で知り合った和山が、椿山の親友と知って意気投合し彼との思い出話を語る。
雄一の育ての母親
演 - 西尾まり
自身の実の男の子と一軒家で暮らしている。和山と共に“雄一の友達”としてやって来た蓮子に雄一の生みの親の住所を尋ねられる。雄一を引き取った後に自身の子を授かるが、それ以来2人の子供を分け隔てなく育てることに気を揉んでいた。
施設の女先生
演 - 茅島成美
雄一が幼い頃に過ごした児童養護施設で働く。雄一の生みの親のことを聞きに来た蓮子に、「彼のプライベートな情報は、規則で教えられないことになっている」と告げる。
喫茶店『マイルス』のマスター
演 - 藤村俊二
百貨店の入り口の向かい側にある喫茶店で働く。穏やかな口調でのほほんとしているおじさん。店には、生前の椿山や、嶋田、知子が常連客として訪れている。ちなみに椿山と知子はこの店で、いつもウィンナ・コーヒーを頼んでいる。
バーゲン会場の客
演 - 山田花子
椿山が働く百貨店で冒頭のバーゲンセールに訪れる。展示用のマネキンの服を気に入り強引にひっぺがして買おうとし、対応した知子を困らせる。

### スタッフ（映画）
- 監督：河野圭太
- 脚本：川口靖
- 音楽：服部隆之
- 主題歌：コブクロ「あなたへと続く道」（ワーナーミュージック・ジャパン）
- VFXスーパーバイザー：鹿角剛司
- メイキング監督：呉美保
- スタントコーディネーター：深作覚
- 現像：IMAGICA
- マネージメントプロデューサー：中山和記
- プロデューサー：井口誠一、久保理茎
- エグゼクティブプロデューサー：甲斐真樹、村山創太郎、熊谷一隆、小関佳孝、橘壮一郎
- 製作者：石川博、竹田富美則、松本輝起
- 製作総指揮：若杉正明
- 製作：「椿山課長の七日間」製作委員会（ビーワイルド、テレビ東京、テレビ大阪、松竹、スタイルジャム、ビッグショット、テレビ愛知、TVQ九州放送、朝日新聞社、AHS、東京都ASA連合会）
- 制作プロダクション：共同テレビジョン
- 配給：松竹
- 上映時間：118分

## テレビドラマ

### 日本版
2009年12月19日（21:00 - 23:06）に、テレビ朝日系列で放送された。視聴率12.5パーセント。椿山の息子・陽介は、祖父の椿山和利とPCメールのやりとりはせず、あくまでアナログな付き合いである点など一部原作と異なる。

#### キャスト（日本版）
- 和山 椿 - 石原さとみ
椿山和昭の化身である若い女性
- 椿山 和昭 - 船越英一郎
百貨店課長、享年46、戒名：昭光道成居士
- 椿山 由紀 - 戸田菜穂
椿山和昭の妻、椿山の勤務先の元同僚
- 椿山 和利 - 津川雅彦
椿山和昭の父、元福祉関係の役人、没後はあの世のお役所の職員
- 椿山 陽介 - 小清水一揮
椿山和昭の息子、大人びていて機微に富み、よく気の行き届くところがある
- 佐伯 知子 - 田中美佐子
椿山和昭の勤務先の同期同僚、表面上は椿山の男女の仲を超えた同志的存在、内面では一途に椿山を恋慕
- 嶋田 良一 - 中村俊介
椿山和昭の勤務先の部下、椿山由紀の結婚前の恋人で不倫相手
- 武田 勇 - 北大路欣也
暴力団組長、享年64、戒名：義正院勇武侠道居士
- 竹之内 勇一 - 北大路欣也（二役）
武田勇の化身である弁護士
- 純一 - 高岡蒼甫
武田勇の子分
- 卓人 - 坂東巳之助
武田勇の子分、純一の弟分
- 蜂須賀 鉄蔵 - 石橋蓮司
武田勇の兄貴分、疑心暗鬼から市川繁夫と対立
- 市川 繁夫 - 松重豊
武田勇の弟分・根岸健太の実父、疑心暗鬼から蜂須賀鉄蔵と対立
- 市川 静子 - 東ちづる
市川繁夫の妻・根岸健太の実母、夫が服役した際やむなく健太を施設に預けた
- 五郎 - 石井正則
武田勇を誤射したヒットマン
- 根岸 健太 - 平澤慧洸
根岸家の養子・市川夫妻の実子、享年10、戒名：蓮空雄心童子
- 根本 蓮子 - 森迫永依
根岸健太の化身である女児
- 根岸 真帆 - 石野真子
根岸健太の養母
- ハツコ - 大島蓉子
根岸家の家政婦
- あの世のお役所の職員
  - 103番窓口担当 - 相島一之
  - 110番窓口担当 - 清水ミチコ
- 逆送者の監視・連絡担当 - 吉本菜穂子
- その他の出演者 - 阿南敦子、伊集院八朗、南雲勝郎、徳井広基、伊藤雅彦、小磯龍哉、伊澤征樹、織田龍光、瀬川和夫

#### スタッフ（日本版）
- 脚本：後藤法子
- 音楽：窪田ミナ
- 監督：猪原達三
- 技斗：深作覚
- スタント&アクション：エレメンツ
- 編集・MA：映広
- 音響効果：メディアハウスサウンドデザイン
- プリビズ・MC-MILO撮影：IMAGICA
- 技術協力：ジェニック、テイクシステムズ
- 照明協力：サンライズアート
- 美術協力：テレビ朝日クリエイト、山崎美術、KHKアート
- プロデューサー：田中芳之（テレビ朝日）、菅井敦・平部隆明（ホリプロ）
- 制作：テレビ朝日、ホリプロ

### 韓国版
『帰ってきて ダーリン!』（原題：돌아와요 아저씨）のタイトルで、2016年2月24日より4月15日まで韓国SBSで放送された。全16回。

#### キャスト（韓国版）
記載順は役名、日本の小説でその位置に該当する人物名、演じる役者名。

##### 主要人物
- キム・ヨンス（椿山 和昭）/イ・ヘジュン（和山 椿） - RAIN
- キム・ヨンス（椿山 和昭） - キム・イングォン
- ハン・ホンナン（竹之内　勇一）/ハン・ギタク（武田　勇）　 - オ・ヨンソ
- ハン・ギタク（武田　勇） - キム・スロ（少年：グァク・ドンヨン）
- シン・ダヒェ（椿山 由紀） - イ・ミンジョン
- ソン・イヨン - イ・ハニ
- チャ・ジェグク - チェ・ウォニョン
- キム・ヨンス - キム・イングォン
- チョン・ジフン（嶋田 良一） - ユン・バク

##### キム・ヨンスの周辺人物
- キム・ハンナ（椿山 陽介） - イ・レ
- キム・ノガプ（椿山 昭三） - パク・イナン

##### ハン・ギタクの周辺人物
- ナ・ソクチョル - オ・デファン
- チェ・スンジェン - イ・テファン
- ジェガル・ギル - カン・ギヨン
- ジャン・ジング - ゴ・インボム

##### 百貨店の人々
- マ常識 - パク・チョルミン
- チャ会長 - アン・ソックァン
- ワン秘書 - カン・ギヨン
- X - 不詳

##### Re　Lifeの関連人物
- マヤ - ラ・ミラン
- ジョ・ジョンサ - イ・ムンシク

##### その他の人物
- ユ・ヒョク - パク・ミヌ
- ワン・ジュヨン - リュ・ファヨン
- バン・ヨンウン - キム・ボジョン
- ユン・ジュサン
- バク・グァンジェ
- ジョ・ユンホ
- イ・ギュソプ
- ソ・ワンソク

#### スタッフ（韓国版）
- 脚本：ノ・ヒェヨウン
- 演出：シン・ユンソプ

## 舞台

### 2003年版
2003年7月3日 - 8月28日、芸術座にて『舞い降りた天使』のタイトルにより上演。

#### キャスト
- 椿山 和昭 - 平田満
- 和山 椿 - 萬田久子
- 竹内 弘実 - 山下真司
- 知子 - 加賀まりこ
- 椿山 昭三 - 藤村俊二
- 卓人 - 脇知弘
- 蓮子 - 黒川芽以
- 蓮子（ダブルキャスト） - 佐久間信子

#### スタッフ
- 製作：東宝
- 演出：西川信廣
- 脚本：堀越真

### 2009年版
2009年9月9日 - 9月23日、三越劇場にて『ありがとうと言いたくて〜椿山課長の七日間〜』のタイトルにより上演。

#### キャスト
- 椿山 和昭 - 三波豊和
- ツバキ - 藤吉久美子
- 淡路恵子（特別出演）
- 横内正
- 湖映佳奈子
- 中原果南
- 真夏竜
- 木下春樹

#### スタッフ
- 主催・製作：オフィスコマチ
- 脚本：小森名津
- 演出：日名子雅彦

## オーディオブック
2017年7月、オトバンクのオーディオブック配信サービスの「FeBe」（現・audiobook.jp）でオーディオブック版が配信された。

### キャスト
- 椿山和昭：大川透
- 和山椿：折井あゆみ
- 武田勇：西嶋陽一
- 竹之内勇一：酒巻光宏
- 根岸健太：吉田聖子
- 根本蓮子：秦佐和子
- 椿山の父：西村知道
- 椿山陽介：高田憂希
- 椿山由紀：宮川美保
- 佐伯知子：永吉ユカ
- 五郎：岩崎了
- 鉄蔵：武田幸史
- 繁田：橋本晃太朗
- 市川：川上晃二
- 静子：神田みか
- 嶋田：奥村翔
- 義雄：徳武竜也
- 老婦人：吉田麻実
- 女子係員：依田菜津
- ハツコ：進藤亜由美
- 三上：三代澤康司（ABCアナウンサー）
- 審査官：伊藤史隆（ABCアナウンサー）
- マスター：中邨雄二（ABCアナウンサー）
- マヤ：橋詰優子（ABCアナウンサー）
- 教官：岩本計介（ABCアナウンサー）
- 純一：横山太一（ABCアナウンサー）
- 店内放送：塚本麻里衣（ABCアナウンサー）
- 冥途の放送：斎藤真美（ABCアナウンサー）
- ナレーション：浅科准平